# K리그 위닝 일레븐 8 아시아 챔피언쉽
K리그 위닝 일레븐 8 아시아 챔피언쉽은 코나미가 제작하여 2004년 11월 18일에 발매한 축구 게임이다. 위닝 일레븐 시리즈 최초로 K리그가 수록되었다. 그전까지는 J리그 위닝 일레븐이라는 이름으로 일본에서만 발매되었으며, 이번작도 일본에서는 J리그 위닝 일레븐 8 아시아 챔피언쉽이라는 명칭으로 발매되었다. J리그와 중국 슈퍼 리그도 등장한다. J리그는 이전작과 마찬가지로 라이선스를 체결하여 실명으로 등장하나, 중국 슈퍼 리그는 라이선스를 체결하지 못해 비실명으로 나온다. 이밖에 유럽 유명 클럽들이 포함되었으며 총 103개의 클럽팀이 등장한다. 국가대표팀은 등장하지 않는다.

## 수록 내용

### 해설
- 캐스터 김동호, 해설 김준민

## 팀 목록

### K리그
- 광주 상무 불사조
- 대구 FC
- 대전 시티즌
- 부산 아이콘스
- 부천 SK
- FC 서울
- 성남 일화 천마
- 수원 삼성 블루윙즈
- 울산 현대 호랑이
- 인천 유나이티드
- 전남 드래곤즈
- 전북 현대 모터스
- 포항 스틸러스

### J리그
| - 가시마 앤틀러스 - 우라와 레드 다이아몬즈 - 제프 유나이티드 이치하라 - 가시와 레이솔 - FC 도쿄 - 도쿄 베르디 1969 - 요코하마 F. 마리노스 - 알비렉스 니가타 - 시미즈 에스펄스 - 주빌로 이와타 - 나고야 그램퍼스 에이트 - 감바 오사카 - 세레소 오사카 - 비셀 고베 - 산프레체 히로시마 - 오이타 트리니타 | - 콘사도레 삿포로 - 베갈타 센다이 - 몬테디오 야마가타 - 미토 홀리호크 - 오미야 아르디자 - 가와사키 프론탈레 - 요코하마 FC - 쇼난 벨마레 - 반포레 고후 - 교토 퍼플 상가 - 아비스파 후쿠오카 - 사간 토스 |  |

## 같이 보기
- 위닝 일레븐
- K-리그 스타즈 2001